# Unai Aguirre
Unai Aguirre Rubio (Barcelona, 2002. július 14. ― ) világbajnok spanyol válogatott vízilabdázó, a CNA Barceloneta kapusa.

## Sportpályafutása
2019-ben U17-es Európa-bajnoki ezüstérmet szerzett, majd 2021-ben bekerült a felnőtt válogatott olimpiai utazókeretébe Eduardo Lorrio helyére. 2022-ben világbajnok lett Budapesten, s még ugyanebben az évben Európa-bajnoki bronzérmet nyert. A 2023-as fukuokai világbajnokságon a spanyol válogatott tagjaként a dobogó harmadik fokára állhatott fel.

## Eredményei

### Klubcsapattal

#### CN Barcelona
- Spanyol bajnokság
  - Ezüstérmes: 2019, 2020, 2021

#### CNA Barceloneta
- Spanyol bajnokság
  - Bajnok: 2022, 2023
- Királyi Kupa
  - Kupagyőztes: 2021, 2022, 2023
- Bajnokok ligája
  - Bronzérmes: 2023

### Válogatottal

#### Korosztályos válogatott
- U17-es Európa-bajnoki ezüstérmes (Tbiliszi, 2019)

#### Felnőtt válogatott
- Olimpiai 4. helyezett (Tokió, 2021)
- Világliga bronzérmes (Strasbourg, 2022)
- Világbajnok (Budapest, 2022; Szingapúr, 2025)
- Európa-bajnoki bronzérmes (Split, 2022)
- Világkupa-győztes (Los Angeles, 2023)
- Világbajnoki bronzérmes (Fukuoka, 2023)